# تل خرچران حسن‌آباد
تل خرچران حسن‌آباد مربوط به هزاره ۴ و ۳ قبل از میلاد است و در شهرستان مرودشت، بخش مرکزی، دهستان رامجرد ۱، ۱/۵ کیلومتری شمال غربی روستای حسن‌آباد واقع شده و این اثر در تاریخ ۳۰ بهمن ۱۳۸۶ با شمارهٔ ثبت ۲۰۸۹۶ به‌عنوان یکی از آثار ملی ایران به ثبت رسیده است.